# Charles Fort

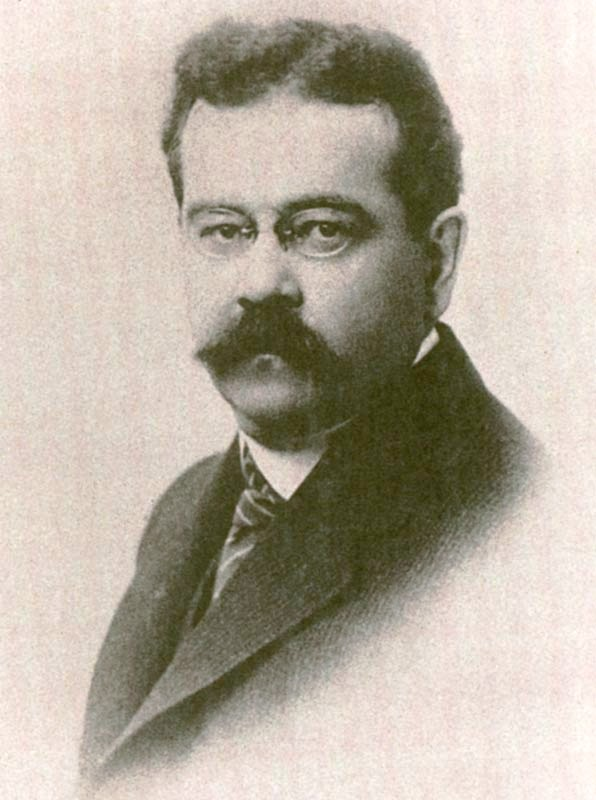
Charles Hoy Fort în 1920

Charles Hoy Fort (n. 6 august 1874 - d. 3 mai 1932) a fost un scriitor și cercetător american al fenomenelor neobișnuite. Astăzi, termenii Fortean și Forteană sunt folosiți pentru a caracteriza diverse fenomene neobișnuite. Cărțile sale s-au vândut bine și sunt tipărite și astăzi.

## Biografie
Charles Hoy Fort s-a născut în 1874 în Albany, New York, de origine olandeză. El a avut doi frați mai tineri, Clarence și Raymond. Tatăl său a fost un tip autoritar: "Multe Părți", autobiografia nepublicată a lui Fort, relatează mai multe cazuri de tratament dur – inclusiv abuzuri fizice – din partea tatălui său. Unii observatori (cum ar fi biograful lui Fort, Damon Knight) au sugerat că neîncrederea lui Fort în autorități își are rădăcinile în tratamentul dur al tatălui său. În orice caz, Fort dezvoltat un puternic sentiment de independență, în tinerețea lui.
Ca un om tânăr, Fort a fost un naturalist în devenire, colectând scoici, minerale, și păsări. Descris ca curios și inteligent, tânărul Fort nu excela la școală, deși el a fost considerat destul de isteț și plin de cunoștințe despre lume – dar aceasta era o lume pe care el știa doar din cărți.
La vârsta de 18 ani, Fort a părăsit New Yorkul, într-un turneu mondial pentru a "pune ceva capital în banca experienței". El a călătorit prin vestul Statelor Unite, Scoția, și Anglia, până s-a îmbolnăvit în Africa de Sud. Întors acasă, el a fost îngrijit de către Anna Filing, o fată pe care el a cunoscut-o în copilărie. Ei s-au căsătorit ulterior, în data de 26 octombrie 1896. Anna era cu patru ani mai mare decât Charles și nu îi plăcea literatura, era iubitoare de filme și de papagali. Ea s-a mutat mai târziu cu soțul ei la Londra, timp de doi ani, unde mergeau la cinema atunci când Charles nu era prea ocupat cu cercetările sale. Succesul său ca scriitor de povestiri a fost întrerupt de perioade de sărăcie groaznică și depresie.
În 1916, o moștenire de la un unchi i-a adus lui Fort suficienți bani să renunțe la diferitele sale locuri de muncă și să scrie cu normă întreagă. În 1917, fratele lui Fort, Clarence, a murit; partea sa de moștenire a fost împărțită între Charles și Raymond.
În 1915, Fort a început să scrie două cărți, denumite "X" și "Y", prima ocupându-se de ideea că ființe de pe Marte controlează evenimentele de pe Pământ, iar a doua cu postularea existenței unei civilizații sinistre la Polul Sud. Aceste cărți au atras atenția scriitorului Theodore Dreiser, care a încercat să le publice, dar fără nici un rezultat. Descurajat de acest eșec, Fort a ars manuscrisele, dar a fost solicitat curând să înceapă lucrul la cartea care îi va schimba cursul vieții, Cartea fenomenelor damnate (The Book of the Damned, 1919), pe care Dreiser l-a ajutat să o publice. Titlul face referire la datele "damnate" colectate de Fort, fenomene pe care știința nu le poate explica și care au fost astfel respinse sau ignorate.
Experiența lui Fort ca jurnalist, însoțită de un spirit isteț elevat pe o natură contradictorie, l-a pregătit pentru munca vieții sale, temperarea pretențiilor pozitivismului științific și a tendinței jurnaliștilor și editorilor de ziare și reviste științifice de face raționalizări științifice incorecte.
Fort și Anna au trăit în Londra, între anii 1924 și 1926, după ce s-au mutat acolo pentru ca Charles să poată citi cu atenție documentele de la British Museum. Deși s-a născut în Albany, Fort a trăit cea mai mare parte a vieții în Bronx, unul din cele cinci districte ale orașului New York. El a fost, ca și soția lui, pasionat de filme, deplasându-se deseori de la apartamentul lor de pe Ryer Avenue la cinematograful din apropiere, oprindu-se întotdeauna la chioșcul adiacent de ziare pentru a lua un braț de ziare diferite. Fort a frecventat parcurile din apropiere de Bronx unde prelucra teancuri de decupaje. El folosea de multe ori metroul până la Librăria Publică din New York de pe Fifth Avenue, unde petrecea multe ore citind reviste științifice, împreună cu ziare și periodice din întreaga lume. Fort a avut, de asemenea, un mic cerc de prieteni literari, pe care îi aduna cu diferite ocazii în apartamente diferite, inclusiv al său, bând și povestind, întâlniri tolerate de Anna. Theodore Dreiser îl ademenea afară de la întâlniri cu telegrame și note false, iar seara seara era plină de mâncare bună, conversație și ilaritate. Spiritul lui Charles Fort ieșea mereu în evidență, mai ales în scrierile sale.
Suferind de o sănătate precară și cu o vedere slabă, Fort a fost plăcut surprins să-și găsească numeroși fani. Se vorbea despre formarea unei organizații formale pentru a studia tipurile de evenimente ciudate prezentate în cărțile sale. Clark scria, "Fort însuși, care nu a făcut nimic pentru a încuraja astfel de lucruri, a considerat ideea hilară. Cu toate acestea, el a corespondat cu fidelitate cu cititorii săi, dintre care unii s-au apucat de investigarea fenomenelor neobișnuite, trimițând concluziile lor la Fort." (Clark 1998 , 235)
Fort nu avea încredere în medici și nu a solicitat ajutor medical atunci când sănătatea lui s-a înrăutățit. Mai degrabă, el și-a concentrat energiile pentru a finaliza Puteri stranii dezlănțuite (Wild Talents). După ce s-a prăbușit pe 3 mai 1932, Fort a fost dus de urgență la Royal Hospital din Bronx. Mai târziu, în aceeași zi, editorul lui Fort l-a vizitat pentru a-i arăta un exemplar din Puteri stranii dezlănțuite. Fort a murit la doar câteva ore după aceea, probabil de leucemie.
El a fost înmormântat în cavoul familiei Fort din Albany, New York. Cele mai mult de 60.000 de note ale sale au fost donate Librăriei Publice din New York.

## Opere (selecție)
- The Outcast Manufacturers (roman), 1906
- Many Parts (autobiografic, nepublicat)
- The Book of the Damned, Prometheus Books, 1999, 310 pagini, ISBN 1-57392-683-3, prima oară publicat în 1919.
- New Lands, Ace Books, prima oară publicat în 1923. ISBN 0-7221-3627-7
- Lo!, Ace Books, prima oară publicat în 1931. ISBN 1-870870-89-1
- Wild Talents, Ace Books, prima oară publicat în 1932. ISBN 1-870870-29-8
- Complete Books of Charles Fort, Dover Publications, New York, 1998, ISBN 0-486-23094-5 (cu o introducere scrisă de Damon Knight)
- The Book of the Damned: The Collected Works of Charles Fort, Tarcher, New York, 2008, ISBN 978-1-58542-641-6 (cu o introducere scrisă de Jim Steinmeyer)

### Manuscrise
- Manuscrisul nepublicat  din 1915 al lui Charles Fort, denumit romanul X, descrie modul în care ființe marțiene sau evenimente marțiene controlează viața de pe Pământ. Fort a ars manuscrisul, dar un citat care a supraviețuit spune că: Pământul este o fermă. Suntem proprietatea altcuiva. Un alt manuscris nepublicat din 1915, romanul Y, relatează despre o civilizație care a existat la Polul Sud.[11]

## Traduceri în limba română
- Puteri stranii dezlănțuite, 2009, editura Lux Sublima, traducători: Silvia Podeanu, Ionela Voicu și Corina Costinaș, 288 pagini, ISBN 978-973-88464-8-7
- Cartea fenomenelor damnate, 2003, editura Humanitas, Colectia Enigmele Terrei, traducător: Elena I. Burlacu